# Antenne cornet
Pour les articles homonymes, voir Cornet.

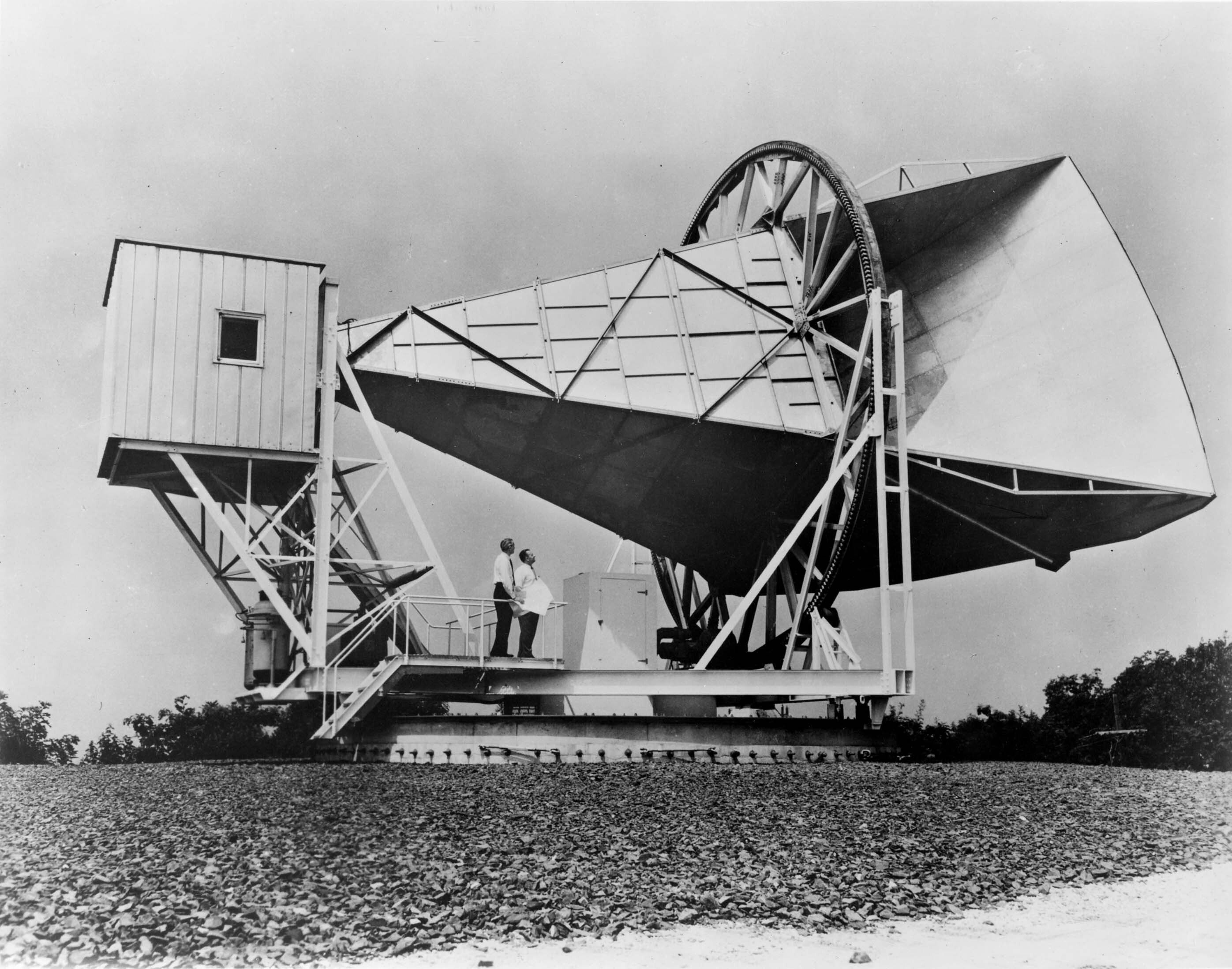
Antenne d'Holmdel dans le New Jersey. Elle permit la découverte du fond diffus cosmologique par Penzias et Wilson en 1964.

Une antenne cornet est une antenne en forme de cylindre, de cône ou pyramide tronquée employée pour des liaisons directes ou comme antenne-source pour éclairer un réflecteur parabolique (voir antenne parabolique). 

## Histoire

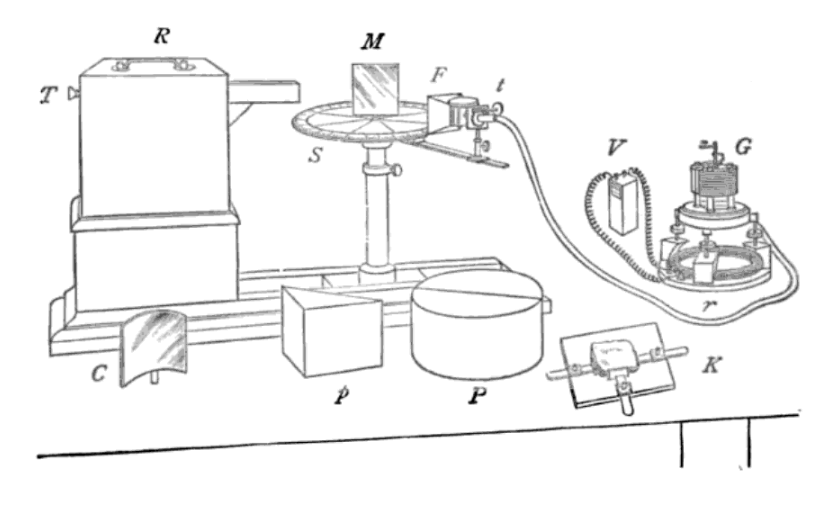
Schéma de l'émetteur/récepteur de micro-ondes inventé par Bose dans la seconde moitié des années 1890, contenant une petite antenne cornet

La toute première antenne cornet était de petite taille ; elle a été inventée par le chercheur/botaniste indien Jagadish Chandra Bose. 
Il l'a décrite dans un article publié en 1897 en tant que l'un des éléments d'un appareil couplant un émetteur et un récepteur de micro-ondes. 
Cet appareil était destiné à l'étude des effets des micro-ondes sur les cellules végétales et les plantes (illustration ci-contre). 

## Principe et utilisation

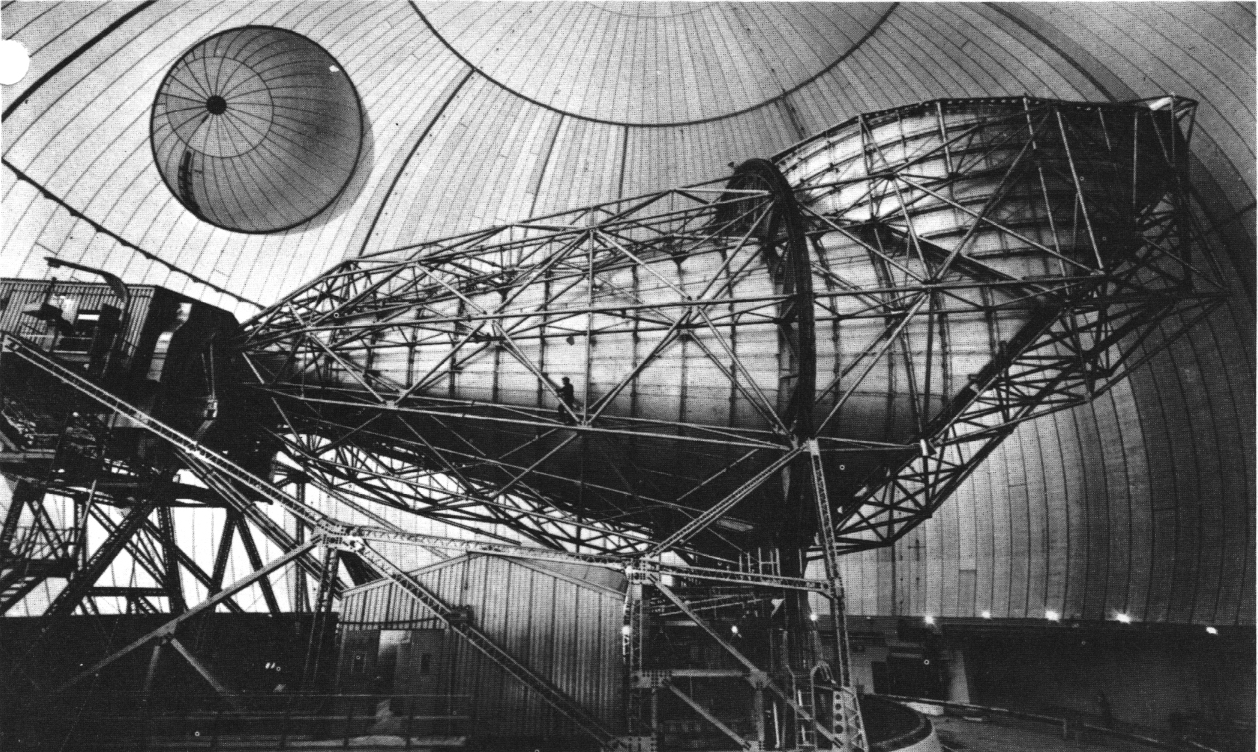
Antenne d'Andover dans le Maine.
Elle permit entre autres la première transmission télévisée inter continents (entre les États-Unis et l'Europe) en 1962, en conjonction avec l'antenne de Pleumeur-Bodou en France.

L'antenne cornet utilise le principe d'ouverture rayonnante, la forme de cornet assurant simplement l'adaptation progressive de l'onde électromagnétique entre le point de couplage et la surface de rayonnement.
Son gain théorique est directement lié à la surface rayonnante, qui pour une ouverture nettement plus grande que la longueur d'onde, est presque égale à la surface équivalente . Ce gain théorique n'est obtenu qu'avec la géométrie correcte et l'adaptation du couplage.
Quoique des antennes de type cornet puissent être réalisées à toutes fréquences, elles sont surtout utilisées en hyperfréquences (3 à 300 GHz).
Aux fréquences basses, l'attaque s'effectue en général avec un coaxial couplé par un quart d'onde. Aux fréquences hautes, le couplage direct à un guide d'ondes est seul utilisable, dans ce cas le cornet n'est qu'une extension évasée du guide d'ondes.
Des variantes diverses existent selon la polarisation, les performances souhaitées (et le coût acceptable) :
- adjonction d'une lentille diélectrique pour raccourcir l'encombrement et réduire les lobes secondaires (lentille de Fresnel). La lentille peut aussi servir de radôme ;
- usinages annulaires intérieurs pour améliorer le diagramme (« cornet corrugué »).